# آلة قطع ورق

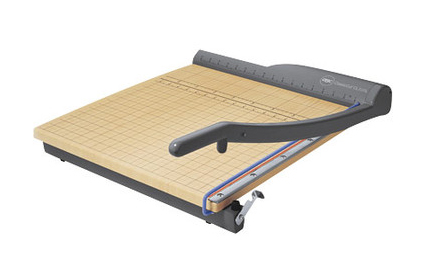
آلة قطع الورق

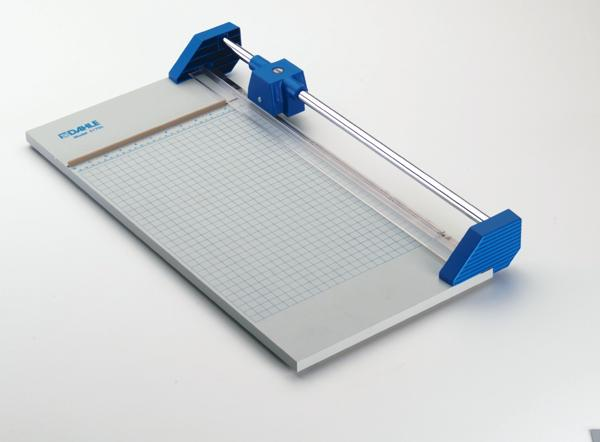
آلة قطع الورق الآمنة

آلة قطع الورق هي أداة غالبًا ما توجد في الدوائر والمكاتب، مصممة لقطع كميات كبيرة من الورق دفعة واحدة مع حافات مستقيمة بصورة مثالية.
وقد اخترع آلة قطع الورق ملتون برادلي وهو مشهور بلعبته التي اخترعها «لعبة الحياة الورقية».